# Елліот Вільямс
Елліот Джерелл Вільямс (англ. Elliot Jerell Williams; нар. 20 червня 1989, Мемфіс, Теннессі, США) — американський професіональний баскетболіст, що грав на позиції атакувального захисника за низку команд НБА.

## Ігрова кар'єра
На університетському рівні грав за команди Дюк (2008–2009) та Мемфіс (2009–2010). 
2010 року був обраний у першому раунді драфту НБА під загальним 22-м номером командою «Портленд Трейл-Блейзерс». Професійну кар'єру розпочав 2010 року виступами за тих же «Портленд Трейл-Блейзерс», захищав кольори команди з Портленда протягом наступних 3 сезонів.
З 2013 по 2014 рік грав у складі «Філадельфія Севенті-Сіксерс».
Частину 2014 року виступав у складі фарм-клубу «Філадельфії» — команди Ліги розвитку НБА «Делавер Ейті-Севентерс».
Наступною командою в кар'єрі гравця була «Санта-Крус Ворріорс» з Ліги розвитку НБА, за яку він відіграв один сезон. 7 січня 2015 року підписав 10-денний контракт з командою «Юта Джаз». 17 січня підписав свій другий 10-денний контракт з клубом, після чого повернувся до складу «Санта-Крус Ворріорс». 4 березня підписав 10-денний контракт з «Нью-Орлінс Пеліканс», а 14 березня — ще один контракт на 10 днів.
Протягом сезону 2015-2016 виступав у складі «Санта-Крус Ворріорс». 8 січня 2016 року підписав 10-денний контракт з «Мемфіс Гріззліс».
Останньою ж командою в кар'єрі гравця стала «Панатінаїкос» з Греції, до складу якої він приєднався у лютому 2016 року і за яку відіграв залишок сезону.

## Статистика виступів в НБА

### Регулярний сезон
| Сезон             | Команда                       | GP  | GS | MPG  | FG%  | 3P%  | FT%  | RPG | APG | SPG | BPG | PPG |
| ----------------- | ----------------------------- | --- | -- | ---- | ---- | ---- | ---- | --- | --- | --- | --- | --- |
| 2011–12           | «Портленд Трейл-Блейзерс»     | 24  | 0  | 6.2  | .500 | .296 | .333 | .8  | .3  | .3  | .1  | 3.7 |
| 2013–14           | «Філадельфія Севенті-Сіксерс» | 67  | 2  | 17.3 | .415 | .296 | .731 | 1.9 | 1.1 | .5  | .0  | 6.0 |
| 2014–15           | «Юта Джаз»                    | 5   | 0  | 8.4  | .462 | .714 | .500 | .6  | .8  | .4  | .0  | 3.6 |
| 2014–15           | «Нью-Орлінс Пеліканс»         | 8   | 0  | 9.6  | .333 | .273 | .000 | .6  | 1.0 | .3  | .0  | 2.4 |
| 2015–16           | «Мемфіс Ґріззліс»             | 5   | 0  | 9.0  | .200 | .250 | .750 | .8  | .8  | .0  | .0  | 1.6 |
| Усього за кар'єру | Усього за кар'єру             | 109 | 2  | 13.5 | .421 | .310 | .669 | 1.5 | .9  | .4  | .1  | 4.9 |